# Lamalera B
Lamalera B is een bestuurslaag in het regentschap Lembata van de provincie Oost-Nusa Tenggara, Indonesië. Lamalera B telt 851 inwoners (volkstelling 2010).